# Бељијано (Арецо)
Бељијано је насеље у Италији у округу Арецо, региону Тоскана.
Према процени из 2011. у насељу је живело 8 становника. Насеље се налази на надморској висини од 322 м.